# NGC 405
Désignations
NGC 405 est une étoile située dans la constellation du Phénix. 
L'astronome britannique John Herschel a enregistré la position de cette étoile le 6 septembre 1834.
En fait, le programme Aladin nous indique que cette étoile est HD 6869. L'étoile brillante à l'ouest de HD 6869 est Beta Phoenicis. 